# Parides pizarro
Parides pizarro är en fjärilsart som först beskrevs av Otto Staudinger 1884.  Parides pizarro ingår i släktet Parides och familjen riddarfjärilar. IUCN kategoriserar arten globalt som otillräckligt studerad. Inga underarter finns listade i Catalogue of Life.

## Bildgalleri

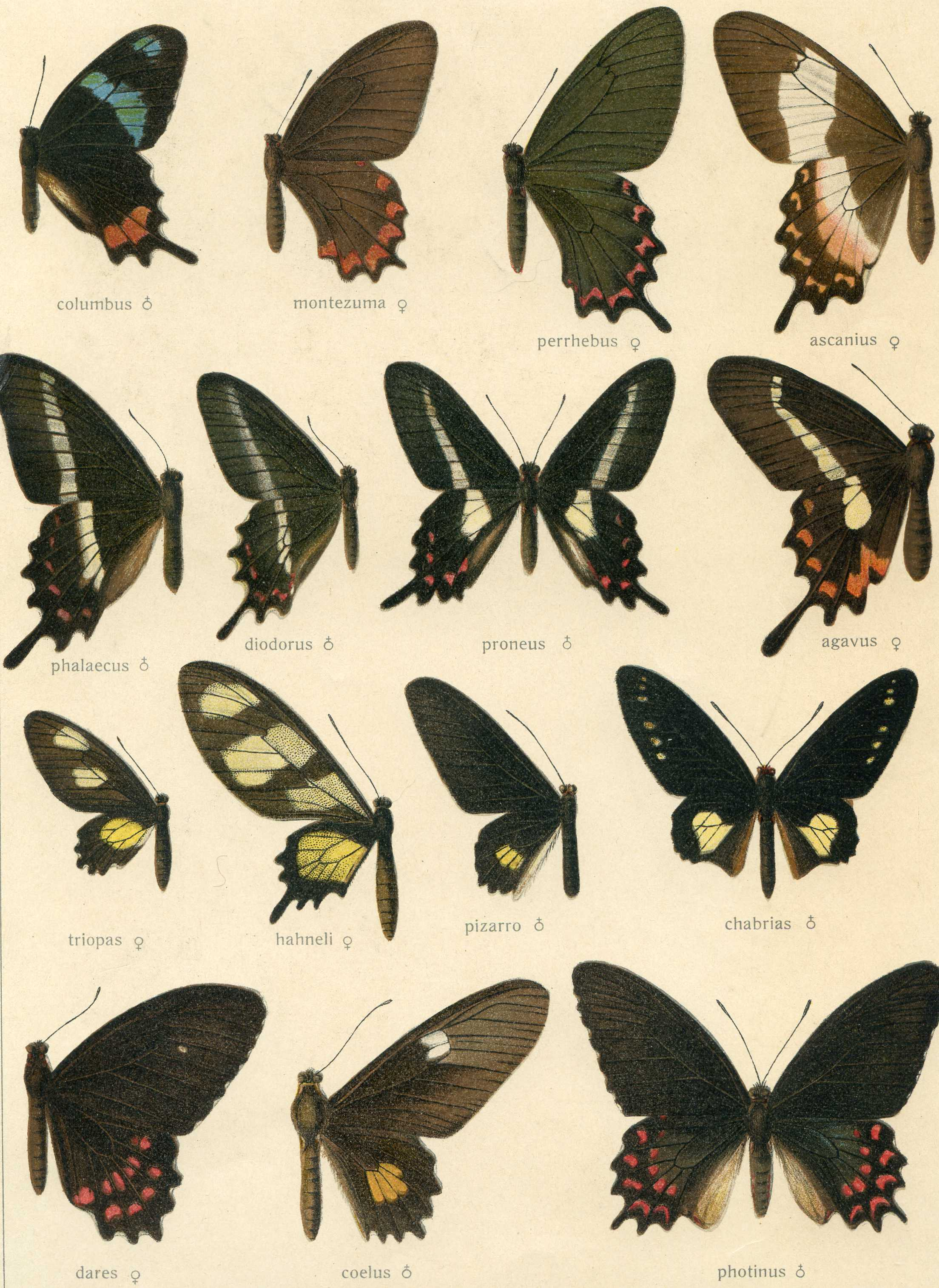
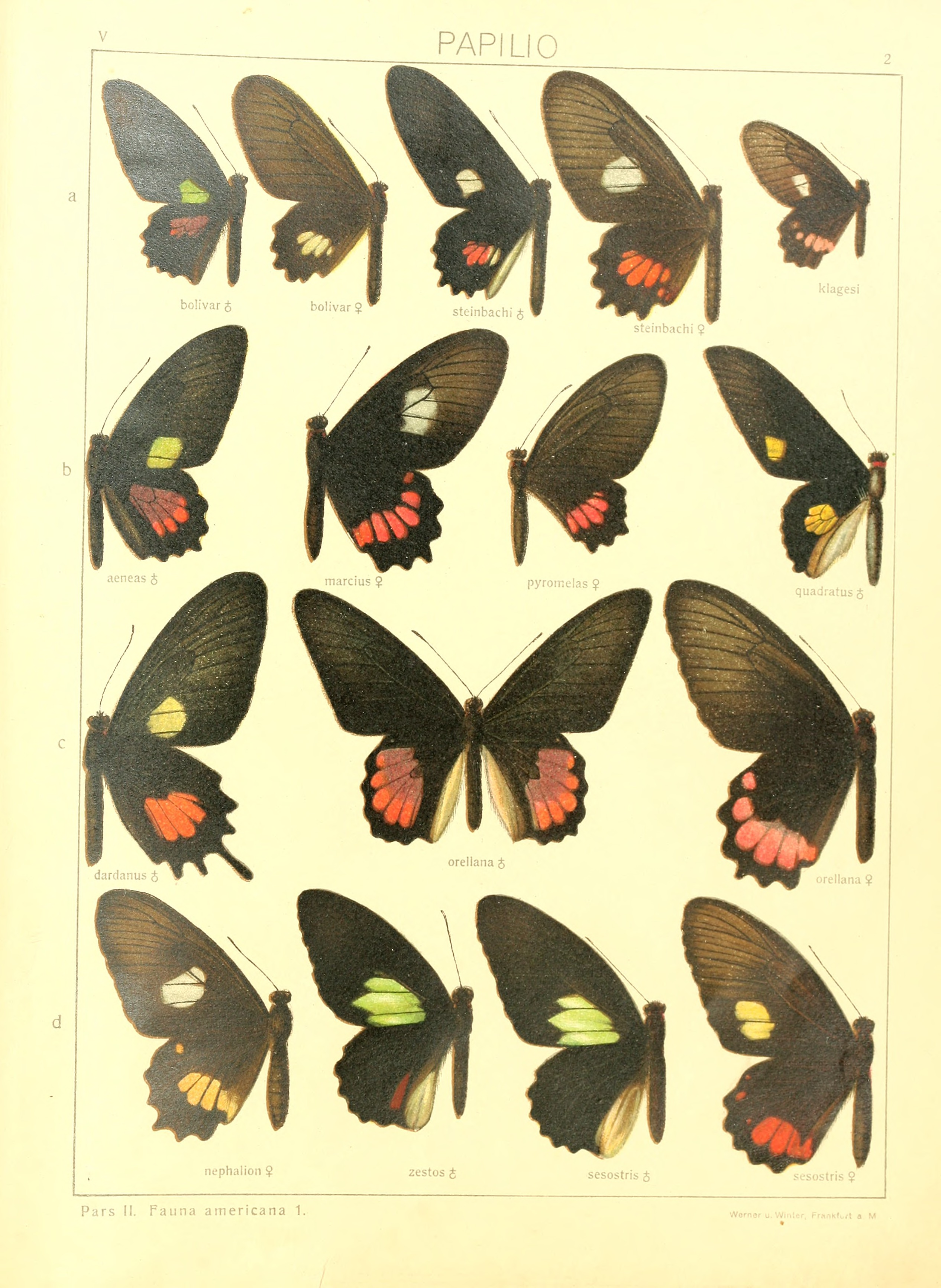
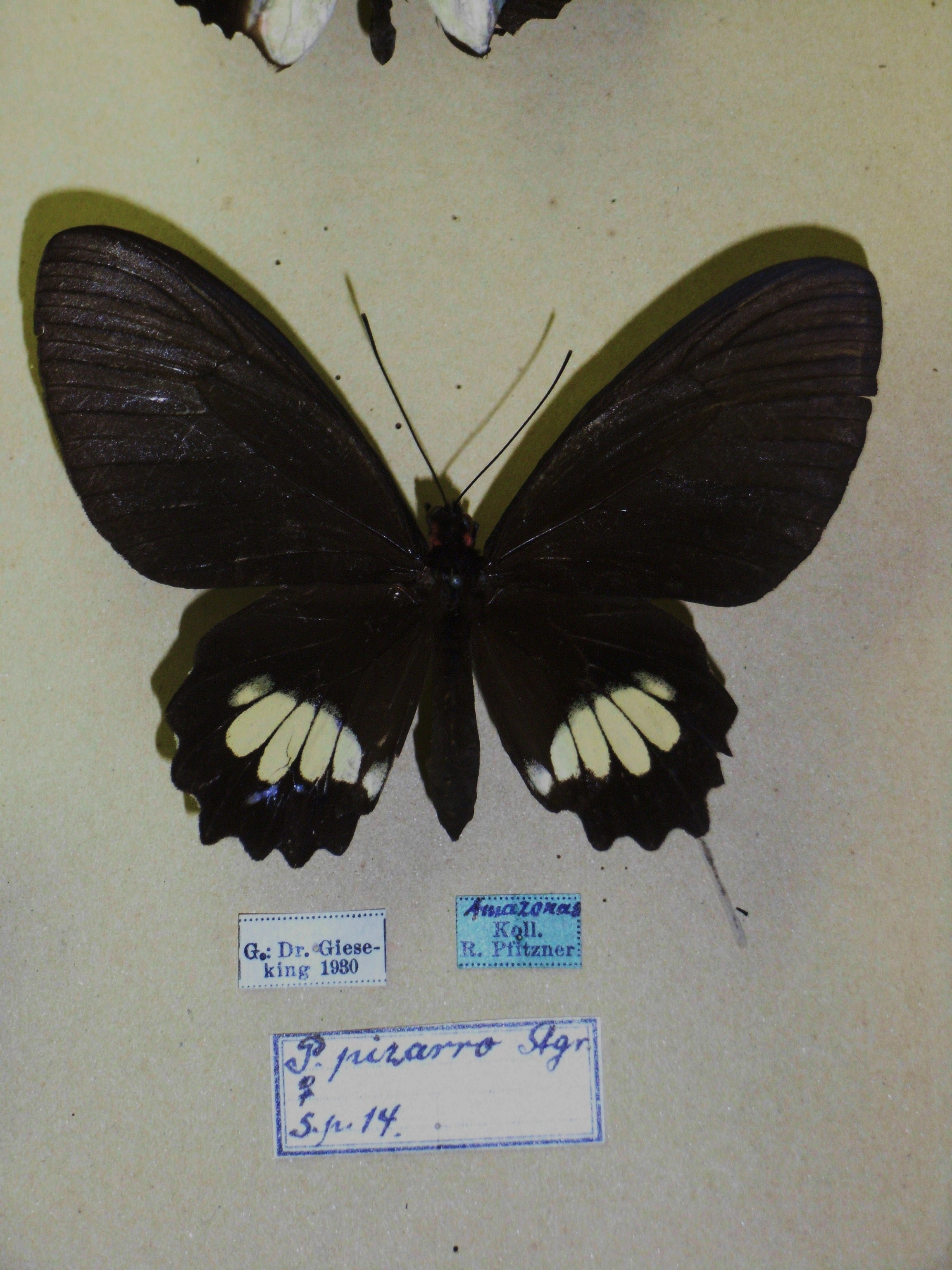